# Diego Ribero
Pour les articles homonymes, voir Ribero, Ribeiro et Ribeira.

Planisphère de Diego Ribero, 1529.

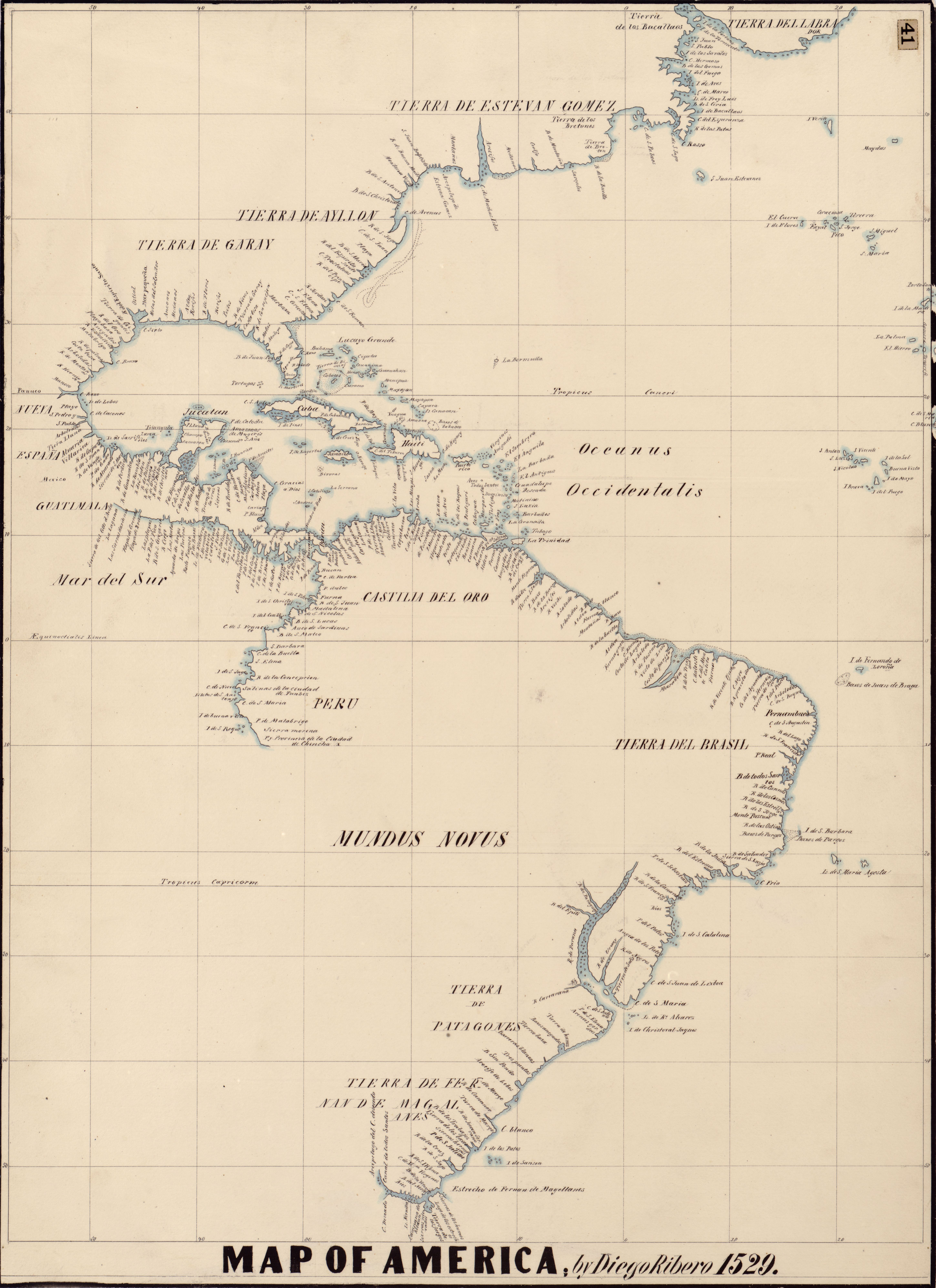
Contours des Amériques par Ribero

Diego Ribero, connu également sous les noms de Diego de Ribero, Diego (de) Rivero, Diego Ribeiro, ou Diego Ribeira, (mort le 16 août 1533), est un cartographe et explorateur espagnol, d'origine portugaise.

## Éléments biographiques
Il fut au service de Charles Quint comme cartographe de la Casa de Contratación à partir de 1518. Il adopta la nationalité espagnole en 1519. Il semble avoir eu un rôle actif dans la préparation des cartes utilisées pour le premier tour du monde en bateau.
Nommé cartographe du roi et « maître dans l'art de créer des cartes, des astrolabes, et autres instruments » le 10 janvier 1523, il succéda à Sébastien Cabot comme Piloto Mayor.
En 1531, il inventa une pompe navale en laiton, dix fois plus puissante que celles utilisées jusqu'alors.

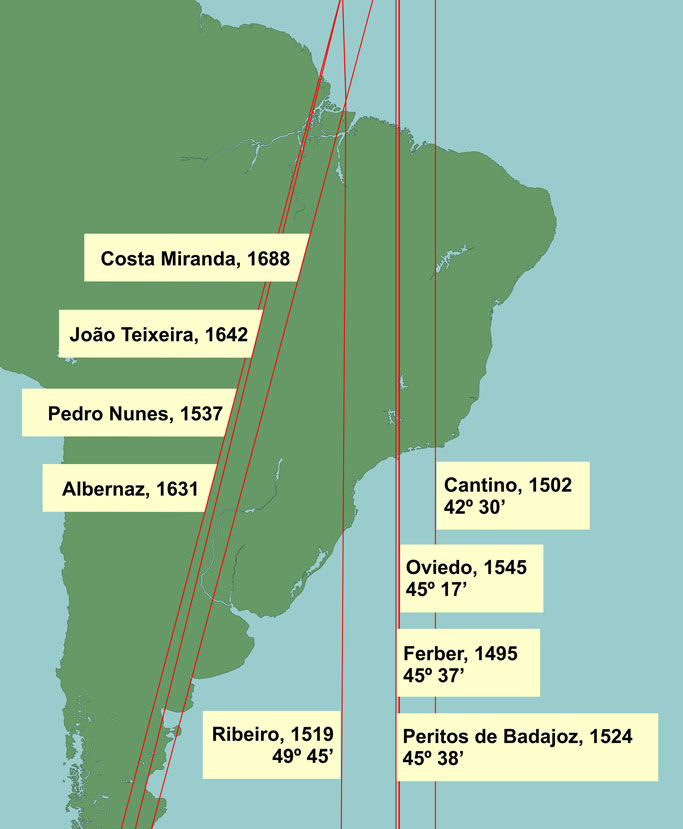
Le méridien de Tordesillas d'après différents géographes, dont Ribeiro (1519)

### la conférence de Badajoz
Il nommé en 1524 membre de la délégation espagnole pour la Conférence de Badajoz, dont l'objet était de résoudre le différend hispano-portugais concernant les îles Philippines en fonction du traité de Tordesillas. En effet elles avaient été découvertes par Fernand de Magellan en 1521. Celui-ci était portugais, mais il travaillait pour la couronne d'Espagne, ce que manifeste bien le nom de ces îles, en l'honneur de l'Infant d'Espagne le futur Philippe II. Ces îles étaient aux confluents des deux empires coloniaux de l'Espagne et du Portugal. Le traité déjà mentionné de Tordesillas, en partageant les terres entre les deux empires, attribuaient théoriquement les Philippines au Portugal. La nomination de Diego Ribero, alors qu'il est lui-même d'origine portugaise, est bien révélatrice de la confiance du roi d'Espagne.

### La première mappemonde scientifique
Il collecta toutes les informations qu'il put de la bouche des survivants du voyage de Magellan, ceux-ci étant de retour à Séville en 1522. Il est chargé en 1527 de mettre à jour le Padrón Real (ou Patrón real), c'est-à-dire la carte secrète dont les copies sont ensuite confiées aux explorateurs espagnols. 
Il publia donc en 1529 un Padrón Real, une carte du monde, où fut représenté pour la première fois l'ensemble de l'océan Pacifique, la continuité des côtes d'Amérique du nord, du centre et du sud, ainsi que le méridien de Tordesillas. Il existe des copies de cette importante carte à la bibliothèque de Weimar et à la bibliothèque vaticane. Cette carte est présentée comme une « carte universelle dans laquelle est contenu tout ce qui a été découvert jusqu’alors ». Elle aura une influence importante sur les jeunes géographes qui hériteront des travaux de Ribeiro.